# アメリカ艦隊総軍
アメリカ艦隊総軍（アメリカかんたいそうぐん、United States Fleet Forces Command、略称：USFLTFORCOM）は、アメリカ海軍の組織の1つ。部隊管理系統では海軍作戦本部（OPNAV）の、作戦系統ではアメリカ北方軍（USNORTHCOM、以下「北方軍」）の指揮をそれぞれ受ける。司令部はバージニア州ノーフォークに所在し、司令官には大将（4つ星）が充てられている。

## 沿革
艦隊総軍は、その起源を大西洋艦隊（U.S. Atlantic Fleet、略称:USLANTFLT）に有する部隊である。2001年10月、当時の海軍作戦部長であるヴァーン・クラーク大将は、大西洋艦隊の下に、同艦隊と並列する組織として新たに「艦隊総軍」（U.S. Fleet Forces Command）を創設し、その司令官には大西洋艦隊司令長官（Commander-in-Chief, Atlantic Fleet、略称:CINCLANTFLT）を「艦隊総軍司令官」（Commander, Fleet Forces Command）の職名を付与し兼任させる旨を決定した。この決定に伴い、当時の大西洋艦隊司令長官であるロバート・ナッター大将が、同日付で初代艦隊総軍司令官に就任した。
艦隊総軍の任務・役割については、「大西洋艦隊および太平洋艦隊の両艦隊につき、その隷下部隊の（展開期間の合間の）訓練期間中における人員・装備・訓練等に関する諸要求・政策を統括的に調整・設定・実施すること」とされ、主として部隊の訓練・錬成に関する業務を担当すること（後述する「フォース・プロバイダー」としての役割の付与）、直接の起源となった大西洋艦隊だけでなく太平洋艦隊についても影響を及ぼすこと（後述する管理・指揮命令系統の問題）といった、現在に至るまでの艦隊総軍の基本的性格・位置付けが決定された。また、司令部については、1948年よりバージニア州ノーフォークに置かれていた大西洋艦隊の司令部に併設された。指揮命令・管理系統については、訓練・錬成部隊としての性格と、旧大西洋軍（U.S. Atlantic Command、略称:USACOM）以来の流れを組んで統合戦力軍（USJFCOM）を引き続き上級部隊としたほか、艦隊総軍創設と同日の2002年10月1日付で、それまで統合戦力軍が担っていた本土防衛任務が2001年の同時多発テロ事件の教訓をもとに新設された北方軍（USNORTHCOM）に移管されたことから、北方軍エリアにおける海軍部隊を要する作戦・訓練に関しては北方軍の指揮・管理も受けることとされた。
その後短い期間を経て、大西洋艦隊司令長官兼艦隊総軍司令官のポストは再び役職名変更を受けることになる。艦隊総軍創設と同日の2002年10月1日、当時のドナルド・ラムズフェルド国防長官は、「“Commander-in-Chief”という称号は、軍の最高司令官である合衆国大統領だけに称することが許されたものである。」として、序数艦隊（番号付き艦隊、ナンバード・フリート）の「司令官」（Commander）と区別する意味合いで長らく「司令長官」（Commander-in-Chief）と呼ばれていた太平洋艦隊司令長官、大西洋艦隊司令長官、在欧合衆国海軍部隊司令長官の3つの司令官ポストにつき、「司令長官」から「司令官」へと呼称を変更するよう通達を発した。この通達は同年10月24日付で有効となり、これに従い「大西洋艦隊司令長官兼艦隊総軍司令官」職は「大西洋艦隊司令官兼艦隊総軍司令官」へと呼称が変更された。
2003年よりアメリカ海軍は、前年10月にクラーク海軍作戦部長が発表した新世紀の海軍戦略構想「シー・パワー21」（“Sea Power 21”）を実行段階へと移行させた。この「シー・パワー21」に基づく諸政策の実施により、艦隊総軍はその重要性を大きく増すことになる。「シー・パワー21」は、「シー・ストライク」（Sea Strike）、「シー・シールド」（Sea Shield）、「シー・ベーシング」（Sea Basing）の3つを実現・獲得すべき目標の柱とし、それらを具現化するため「シー・エンタープライズ」（Sea Enterprise）、「シー・ウォリアー」（Sea Warrior）、「シー・トライアル」（Sea Trial）の3つの政策を掲げた。このうち、様々な試験やウォー・ゲーミング、演習を通じてスピーディな技術革新を図ろうとする「シー・トライアル」は、艦隊レベルで実施を主導し、艦隊総軍司令官がこれを統括するものとされた。さらに「シー・トライアル」実現をサポートするための組織として、海軍大学校の下に置かれていた海軍戦闘開発コマンド（NWDC）が艦隊総軍隷下に移管された。

## 任務
艦隊総軍の主要な任務は、隷下の海軍部隊を育成・訓練し各統合軍に練成した状態で提供・派遣するフォース・プロバイダーとしての役割を軸とし、併せて合衆国本土に本拠を置く海軍部隊として本土防衛（海上防衛）部隊の役割も担う。
フォース・プロバイダーとしての艦隊総軍は、前述のように隷下の海軍部隊を育成・訓練し、必要に応じて各統合軍（隷下の海軍部隊）に練成した状態で提供・派遣する役割を負うことで、これにより海軍兵力の世界展開における配置調整を行っている。艦隊総軍はその起源を同じ1906年に創設された大西洋艦隊に有し、また同じく4つ星の海軍大将を司令官に充てることなどから、太平洋艦隊と並立的に見られることも多い。しかし、太平洋艦隊が、その戦力を専ら作戦系統上の上級部隊にあたる太平洋軍（PACOM）に提供し、太平洋地域のみに焦点を置いた組織であるのに対し、艦隊総軍は大西洋艦隊以来の担当地域である（西）大西洋地域だけでなく、太平洋地域（主に沿海域）にも管理・指揮命令の手を及ぼしている。また、兵站・需品関係や設備・施設関係のコマンドなどに代表される後方支援・後方活動を主とする部隊は、艦隊総軍が直属の上級部隊とされている、あるいは艦隊総軍隷下の部隊が太平洋艦隊隷下の部隊よりも上位に位置付けられていることも多い。
艦隊総軍は、合衆国本土に本拠を置くこと、本土防衛部隊としての性格を有することから、作戦系統上は北アメリカ地域を管轄する地域別統合軍である北方軍の下に置かれているが、発足当初は同じくフォース・プロバイダーとしての役割を有する陸軍の陸軍総軍（FORSCOM）、空軍の航空戦闘軍団（ACC）、海兵隊の海兵隊総軍（MARFORCOM）とともに、特定の管轄地域を持たない機能別統合軍である統合戦力軍（USJFCOM）の下に置かれていた。2011年に統合戦力軍が廃止されたことにより現体制に改められ、現在に至っている。必要に応じアメリカ戦略軍とも協力を行う。
作戦部隊として第2艦隊を擁し、西大西洋を担当範囲としている。部隊練成にあたっては、第3艦隊にも指示を行なう。練成した部隊は、第6艦隊や第5艦隊などに必要に応じ派遣されることとなる。
司令官は大西洋艦隊と兼任であり、大西洋艦隊は冷戦終結により大西洋方面における戦闘艦隊の比重低下をうけていた。なお、大西洋艦隊司令部は2006年に艦隊総軍司令部に統合され、指揮系統は整理された。大西洋艦隊(USLANTFLT) は戦闘部隊としての第2艦隊が存続するものの、名称は訓練部隊である大西洋艦隊水上部隊(NAVSURFLANT)などに縮小されている。

## 主要部隊
- 第2艦隊
  - TF20：戦闘艦隊
- 大西洋艦隊水上部隊(Naval Surface Force, Atlantic Fleet,NAVSURFLANT)：訓練部隊、水上艦隊。
- 大西洋艦隊潜水艦部隊(Naval Submarine Force, Atlantic Fleet,SUBLANT)：戦闘部隊、潜水艦部隊。
- 大西洋艦隊航空隊(Naval Air Force, Atlantic Fleet,NAVAIRLANT)：訓練部隊、海軍航空隊。